# 滋賀刑務所

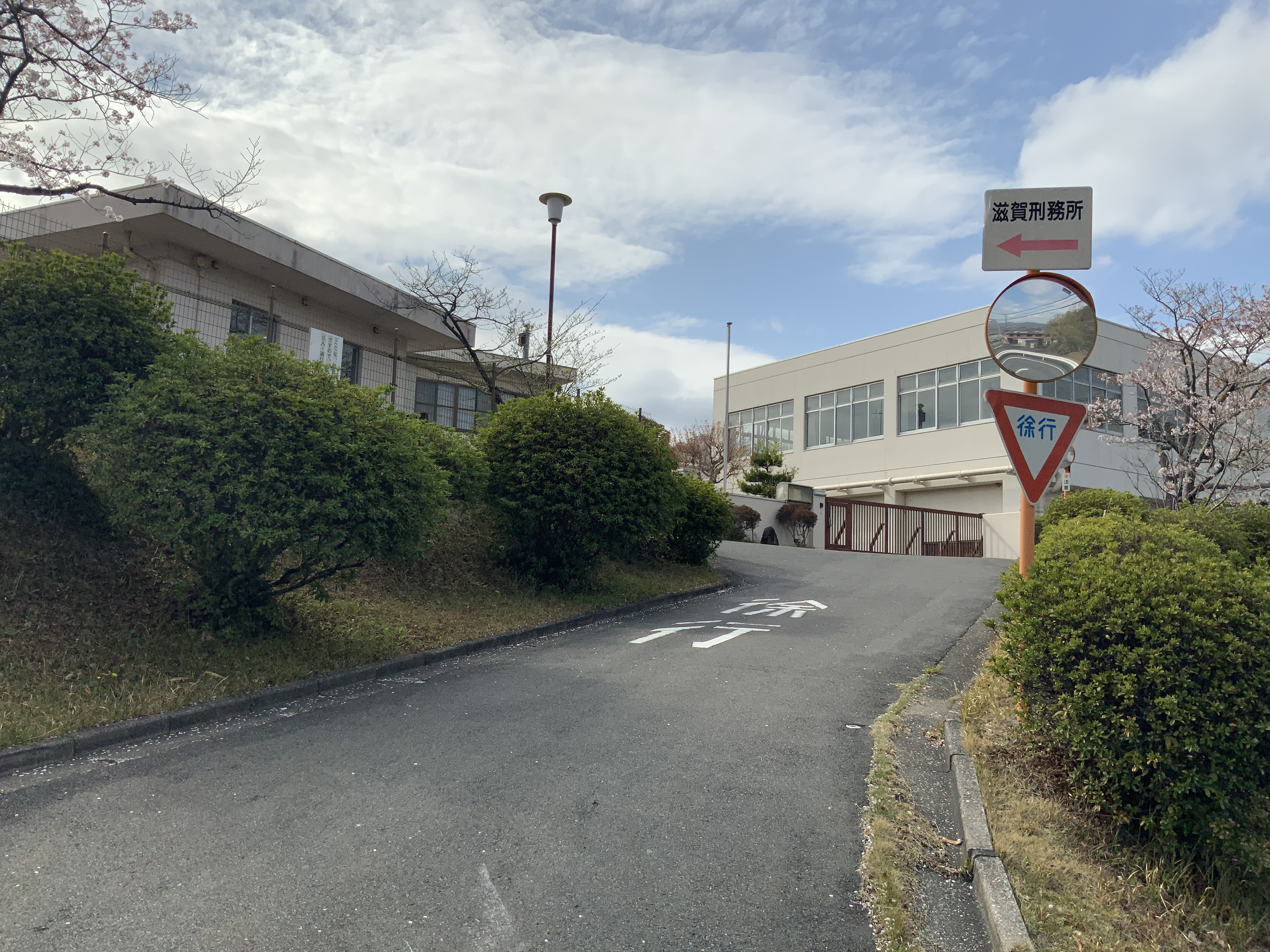
滋賀刑務所（県道782号線から撮影）

滋賀刑務所（しがけいむしょ）は、かつて、法務省矯正局の大阪矯正管区に属していた刑務所。2022年(令和4年)3月31日をもって閉庁された。下部機関として彦根拘置支所の1か所の支所を持っていた。敷地面積は6万3,000平方メートル。

## 所在地
- 〒520-8666 滋賀県大津市大平1-1-1 - JR西日本 琵琶湖線 石山駅から、京阪バス乗車で「石山団地口バス停」下車徒歩約5分[2]

## 収容分類級・収容者の概要
- YA級
- A級

刑期10年未満の犯罪傾向が進んでいない男性受刑者を受け入れる。2018年度の調査では知的障害や発達障害の受刑者に関する統計はなく、その時点は入所時の調査が十分に行われていないと考えられる。外国籍の受刑者はいるものの、日本語が不自由な刑者は受け入れておらず、代わりに大阪刑務所や京都刑務所に収容される。
拘置区画には女性の未決囚も収容され、女性の刑務官も配置されている。廃庁に伴い、拘置区画は京都刑務所の下部機関の滋賀拘置支所となった。

## 収容定員
- 615人

## 沿革
1876年（明治9年）に仮懲役場として設置され、1922年（大正11年）から「滋賀刑務所」として運用が始まる。現在の位置になったのは1966年（昭和41年）。それまでは膳所城址の堀の中を大津市丸の内町として滋賀刑務所が設置されており庁舎、獄舎の他、官舎も30棟と集会場の武徳殿が置かれていた。敷地外の膳所城址は現在本丸公園として存在している。受刑者数の減少や建築物の老朽化を背景に、法務省は滋賀刑務所を2022年（令和4年）3月で廃止し、京都刑務所などに統合された。アムネスティ・インターナショナルによれば、外観は整っているが、バリアフリー化はほとんど行われておらず、天井の配管がむき出しになり、廊下は二列になって歩くのがやっとの状態であるという。跡地の一部は未決囚を収容する拘置支所を新設する見通しであるが、そのほかの部分については用途が定まっていない。

## 組織
所長の下に2部1課を持つ2部制である。
- 総務部（庶務課、会計課、用度課）
- 処遇部（処遇担当、企画担当）
- 医務課